# Квашнинське
Квашни́нське (рос. Квашнинское) — село у складі Комишловського району Свердловської області. Входить до складу Галкинського сільського поселення.
Населення — 711 осіб (2010, 878 у 2002).
Національний склад станом на 2002 рік: росіяни — 95 %.